# KLDE Tower
KLDE Tower – maszt radiowy w mieście Liverpool w Teksasie. Jego wysokość to 609,3 metra nad poziomem gruntu. Czwarty pod względem wysokości maszt świata.